# 竹河
| 源氏物語五十四帖 |        |    |        |
| 各帖のあらすじ   |        |    |        |
| 帖               | 名     | 帖 | 名     |
| 1                | 桐壺   | 28 | 野分   |
| 2                | 帚木   | 29 | 行幸   |
| 3                | 空蝉   | 30 | 藤袴   |
| 4                | 夕顔   | 31 | 真木柱 |
| 5                | 若紫   | 32 | 梅枝   |
| 6                | 末摘花 | 33 | 藤裏葉 |
| 7                | 紅葉賀 | 34 | 若菜   |
| 8                | 花宴   | 35 | 柏木   |
| 9                | 葵     | 36 | 横笛   |
| 10               | 賢木   | 37 | 鈴虫   |
| 11               | 花散里 | 38 | 夕霧   |
| 12               | 須磨   | 39 | 御法   |
| 13               | 明石   | 40 | 幻     |
| 14               | 澪標   | 41 | 雲隠   |
| 15               | 蓬生   | 42 | 匂宮   |
| 16               | 関屋   | 43 | 紅梅   |
| 17               | 絵合   | 44 | 竹河   |
| 18               | 松風   | 45 | 橋姫   |
| 19               | 薄雲   | 46 | 椎本   |
| 20               | 朝顔   | 47 | 総角   |
| 21               | 少女   | 48 | 早蕨   |
| 22               | 玉鬘   | 49 | 宿木   |
| 23               | 初音   | 50 | 東屋   |
| 24               | 胡蝶   | 51 | 浮舟   |
| 25               | 蛍     | 52 | 蜻蛉   |
| 26               | 常夏   | 53 | 手習   |
| 27               | 篝火   | 54 | 夢浮橋 |

「竹河」（たけかわ）は、『源氏物語』五十四帖の巻名のひとつ。第44帖で匂宮三帖の第3帖。髭黒太政大臣亡き後の北の方玉鬘の奮闘を描く。巻名は薫と藤侍従の和歌「竹河のはしうち出でしひとふしに深きこころのそこは知りきや」および「竹河に夜をふかさじといそぎしもいかなるふしを思ひおかまし」に由来する。

## あらすじ
薫14歳から23歳までの話。

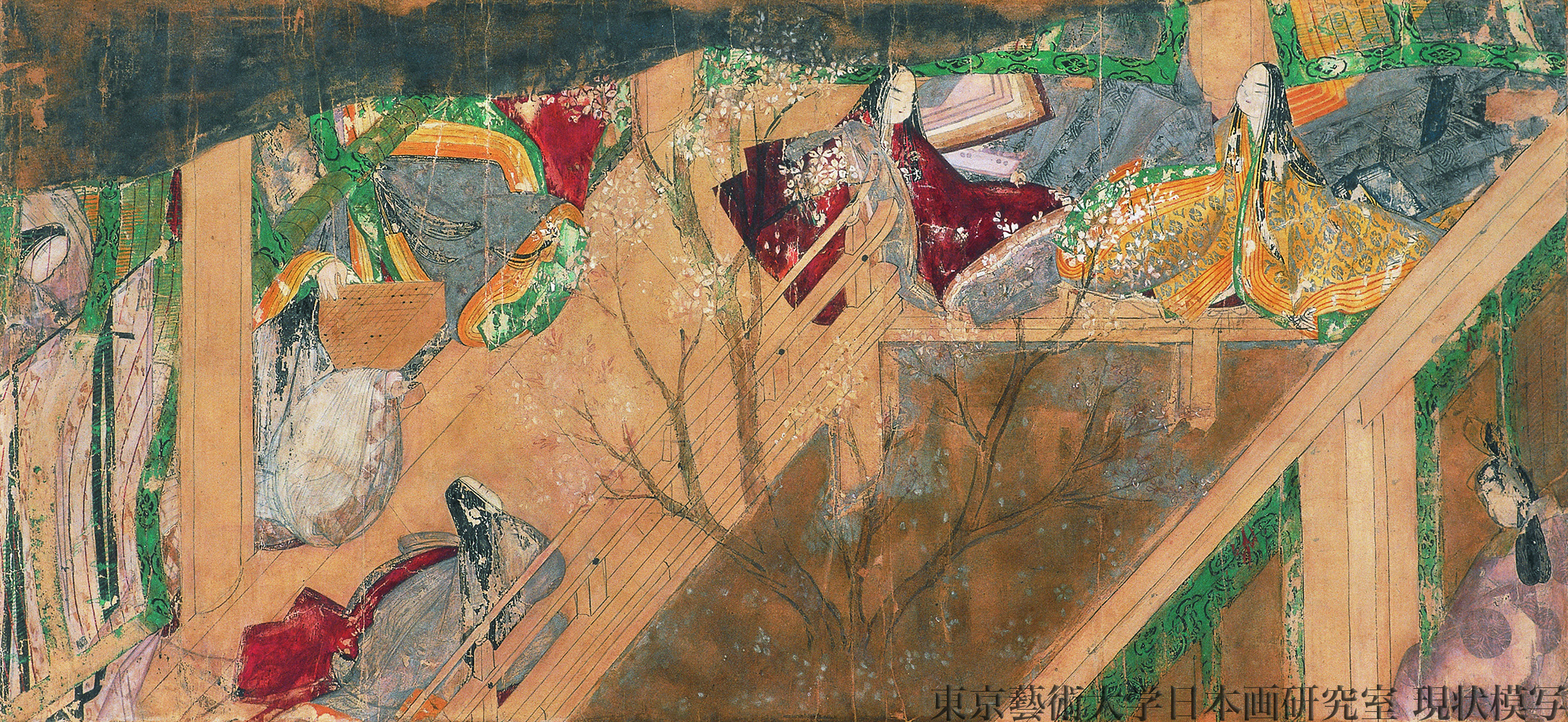
『源氏物語絵巻』竹河　玉鬘の姫君の侍女たちが坐って桜を見ている

髭黒太政大臣亡き後、玉鬘は遺された三男二女を抱え、零落した家を復興させんと躍起になっていた。姫君二人（大君、中の君）には、今上帝や冷泉院から声がかかるが、帝には義妹の明石の中宮が、冷泉院には異母妹の弘徽殿女御がいるため、玉鬘は判断に迷っていた。また、薫や蔵人少将（夕霧の五男）も大君に思いを寄せる求婚者の一人だった。
薫15歳の正月下旬、玉鬘邸に若者たちが集まって催馬楽の「竹河」を謡い興じた。その席で玉鬘は薫が弾く和琴の音色が亡父致仕大臣や亡弟柏木に似ていることに気付く。
3月の桜の盛りの夕暮れ時、二人の姫君は御簾をあげ、桜の木を賭け碁を打っていた。蔵人少将はその姿を垣間見て、ますます大君への思いを募らせるのだった。
玉鬘は、大君を冷泉院のもとへ参らせることを決意。これを知った少将は落胆のあまり母雲居の雁に訴え、雲居の雁からの文に玉鬘は頭を悩ませる。4月に参院した大君は冷泉院に深く寵愛される。一方所望が叶わなかった今上帝の機嫌は悪く、息子たちは玉鬘を責める。
翌年4月、大君は女宮を出産。玉鬘は自分の尚侍の役を中の君に譲り、今上帝のもとへ入内させた。
その後も冷泉院の寵愛は冷めやらず、数年後、大君は男御子を出産する。冷泉院は大喜びだがかえって周囲の者たちから嫉妬を買い、気苦労から大君は里下がりすることが多くなる。一方、中の君は今上帝のもとで却って気楽に過ごしている。
それから数年の月日が流れ、薫は中納言に、蔵人少将も宰相中将に、それぞれ順調に昇進していた。玉鬘は大君の不幸や自分の息子たちの出世の遅さと比べるにつけ、思うに任せぬ世を悔しく思い後悔の念は絶えない。

## 後記説・別作者説
この巻では、薫が中納言に昇進するとともに、紅梅が大納言から右大臣に、夕霧が右大臣から左大臣にそれぞれ昇進しているにもかかわらずこれに続く巻では昇進以前の官名のままで呼ばれているといった官名の記述に矛盾があることや、54帖中唯一その冒頭において「後の大殿わたりにありける悪御達の、落ちとまり残れるが、問はず語りしおきたるは（後の大殿あたりにいたおしゃべりな女房たちで、死なずに生き残った者が、問わず語りに話しておいたのは）」と、「かつて髭黒や玉鬘に仕えていた女房である」と作中での語り手がその立場を明らかにしていることなど、いくつかの理由から後記説や別作者説が唱えられている。
但し、このような現象は構想上の問題として説明できるとして後記説や別作者説を否定する見解も存在する。